# Новиков, Валентин Юрьевич
Валентин Юрьевич Новиков (1 октября 1974, Белгород) — ЗМС, четырёхкратный чемпион мира и Европы по спортивному ориентированию. Стал первым нескандинавским спортсменом, выигравшим одно из самых больших соревнований в мире спортивного ориентирования О-Ringen.

## Биография
Родился в Белгороде. Ориентированием начал заниматься с 7 лет, параллельно занимался туризмом, ходил в походы по области и на Кавказ. Первым тренером была мать — Новикова Людмила Ивановна, потом подключился и отец (Новиков Юрий Степанович). Одно время тренировался под руководством Шварёва Олега Анатольевича и его жены Ксении. До 18 лет регулярно тренировался и участвовал в соревнования по лыжам и зимнему ориентированию. Месяц ходил в секцию бокса, затем вместе с братом Леонидом два года занимался тхэквондо. Как позже отмечал сам спортсмен, все растяжки и психологическая подготовка пригодились и в ориентировании.

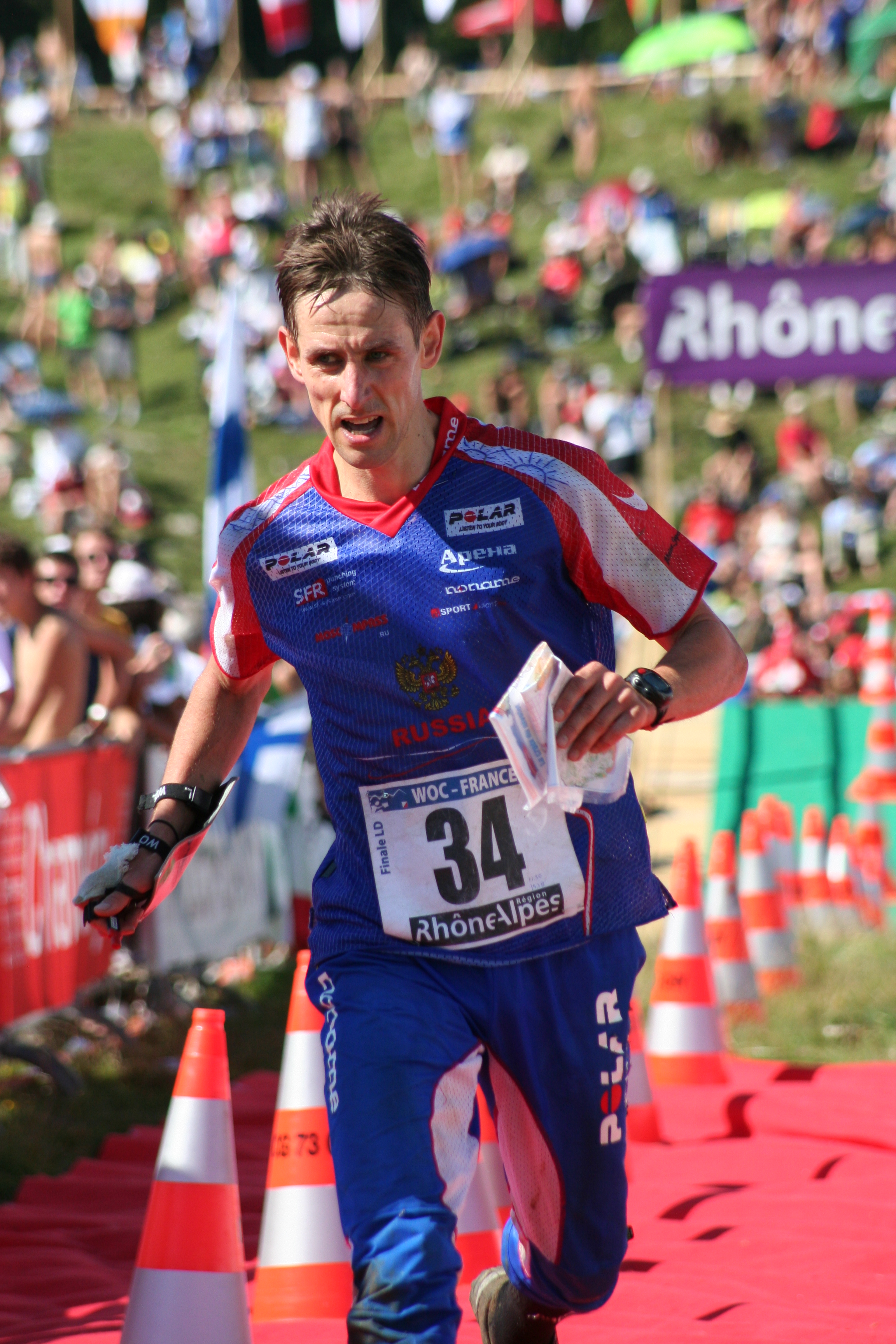
В.Новиков на чемпионате мира 2011 во Франции

Свои первые крупные соревнования «Первенство РСФСР» выиграл в 15 лет. Первый международный старт — первенство среди юниоров 92 года в Финляндии. На последнем для себя юниорском первенстве 1994 года прибежал первым на последнем этапе эстафеты.
Окончил факультет физической культуры и спорта БелГУ. Женат на Юлии Новиковой — одной из лидеров женской сборной команды России по спортивному ориентированию. Его младший брат Леонид Новиков также выступает на высшем уровне и является членом сборной команды России, чемпион мира 2013 года на средней дистанции и в эстафете.
В 1998—1999 годах выступал за клуб Роннебю, и показал хороший результат на этапе Кубка Мира на О-Рингене-98, где стал третьим.
В 1999 году получил отказ от ВС РФ, в которых служит, в поездке на Чемпионат мира в Шотландии.
На третьем чемпионате Европы (Трускавец 2000) Валентин Новиков завоевал сразу две золотых медали — на средней и длинной дистанции. Победу на классической дистанции одержал с отрывом в 4 минуты и 41 секунду от второго призёра Мариана Давидика. Победу на длинной дистанции одержал с преимуществом 1 минуту 3 секунды над занявшим второе место Юрием Омельченко. Это был первый большой успех российских спортсменов на европейских чемпионатах мира по спортивному ориентированию бегом.
Позже Валентин отметил: 

Всю зиму я тренировался очень хорошо. Поэтому я смог полностью сконцентрироваться на Чемпионате Европы. Следующая цель — бежать столь же хорошо спринт, как и классическую дистанцию. Я считаю, что это возможно, потому что знаю, что силен и физически и технически. Должна быть гармония между этими двумя частями того, чего можно достичь.— Новиков… Журнал «Азимут» № 1 2001 год<
В 2000 году выступал за хельсинкский клуб Линкс, в том числе на Юколе.
На Чемпионате мира в Дании (Орхус, 2006) российская мужская команда в составе: Роман Ефимов, Андрей Храмов и Валентин Новиков впервые в российской истории завоевала золотую медаль в эстафете.
В настоящее время тренируется под руководством тандема тренеров — Баландинский С. В., Новиков Ю. С.
Выступает за финский клуб Delta. Выиграв в 2008 году заключительный седьмой этап в самой престижной клубной эстафете Юкола (фин. Jukola), привел свою команду к первой в её истории победе. В Чемпионате России выступает за спортивный клуб ЦСКА. Представляет Новгородскую область.
В 2013 году на Чемпионате мира 2013, который проходил в Вуокатти — Финляндия, вместе с партнёрами по команде — Новиковым Леонидом и Цветковым Дмитрием выиграл золото в эстафете.
В 2015 году на Чемпионат России по спортивному ориентированию в Челябинской области на классической дистанции 27 мая занял 4 место. 28 мая на длинной дистанции поднялся на третью ступень пьедестала. В том же году на Чемпионате Мира по спортивному ориентированию прошедшем с 31 июля по 7 августа в Шотландии в составе сборной команды Российской Федерации Валентин Новиков выступил на средней дистанции и в эстафете.